# Clayton LeBouef
Clayton LeBouef (né le 12 novembre 1954) est un acteur américain, surtout connu pour son rôle récurrent de colonel George Barnfather dans Homicide et de Wendell "Orlando" Blocker dans Sur écoute.

## Jeunesse
LeBouef est né à Yonkers, New York. Il joue d'abord au théâtre et interprète des pièces de créations orales et écrit plusieurs pièces,. Par ailleurs, sa pièce Shero: The Livication of Henrietta Vinton Davis remporte une mention honorable à la 25th Annual Larry Neal (en) Writers' Competition à Washington, le 9 mai 2008. 

## Carrière
De 1993 à 2000, il apparaît dans le rôle récurrent du colonel George Barnfather dans chacune des sept saisons de la série télévisée Homicide ainsi que dans Homicide: The Movie (en), le film épilogue. 
En 2000, il apparaît dans la mini-série primée The Corner. En 2002, il joue le rôle récurrent de Wendell « Orlando » Blocker dans sept épisodes de Sur écoute. 
LeBouef apparaît comme Harold Thomas, le frère du personnage principal, Vivien Thomas, dans le film HBO 2004 La Création de Dieu mettant en vedette Mos Def. 
De 2003 à 2005, il apparaît apparu dans trois épisodes de New York, section criminelle, dont deux dans le rôle du détective Edmunds. 
Son interprétation du propriétaire du salon de coiffure Tom Taylor dans le court métrage The Doll (en) lui vaut le prix du "meilleur acteur" au San Diego Black Film Festival (en).

## Filmographie

### Télévision
- 2001 : New York, police judiciaire (saison 11, épisode 12) : un avocat
- 2003 : New York, section criminelle (saison 2, épisode 13) : Reggie Karter
- 2004 : New York, unité spéciale (saison 5, épisode 12) : Vernon Spiers
- 2005 : New York, section criminelle (saison 4, épisode 23) : détective Edmunds